# Yamaha XTZ 750 Super Ténéré
Die XTZ 750 Super Ténéré ist eine Reiseenduro des japanischen Motorradherstellers Yamaha, die von 1989 bis 1996 gebaut wurde.
Die XTZ 750 war Basis der YZE 750 T, die Stéphane Peterhansel, Gilles Lalay und Thierry Magnaldi im Jahr 1991 auf die drei Podiumsplätze am Ende der Rallye Dakar trug. Am Markt konkurrierte die Super Ténéré vornehmlich mit der Honda XRV 750 Africa Twin.

## Motor

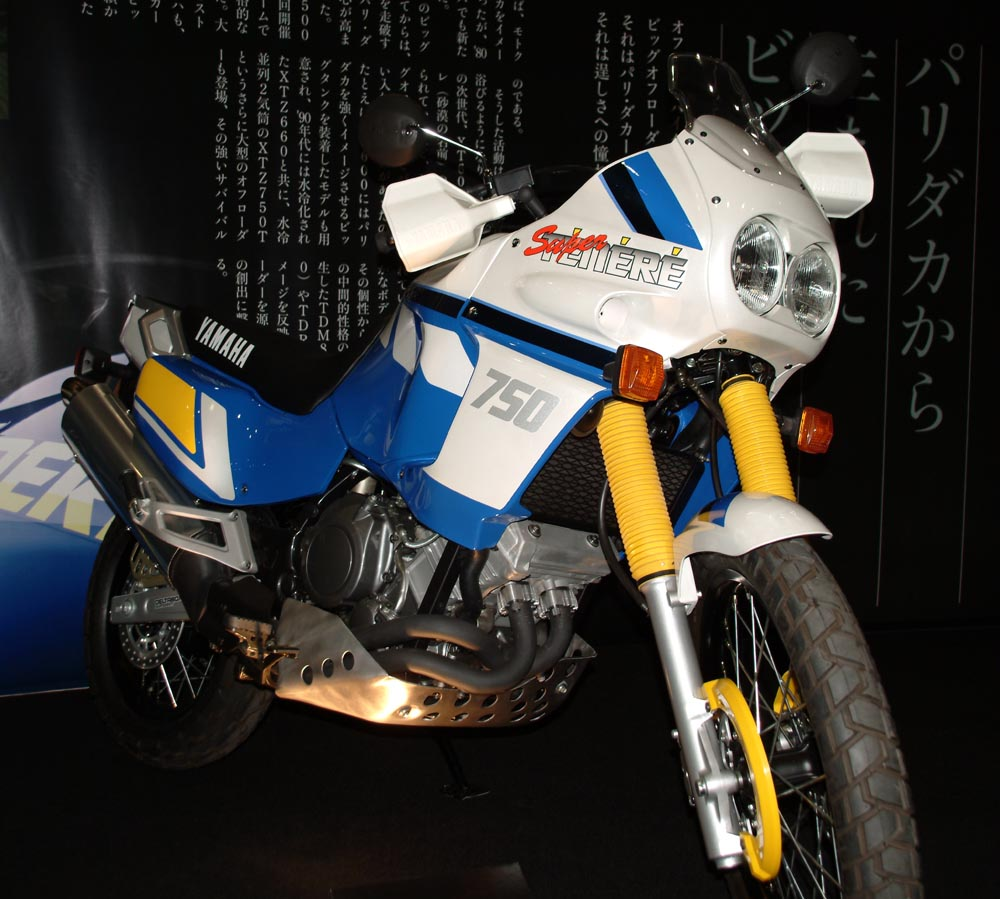
YAMAHA XTZ750 Super Tenere

Der wassergekühlte 360°-Parallel-Twin der XTZ hat einen Hubraum von 749 cm³ und erzeugt eine Nennleistung von 51 kW (70 PS). Der Zylinderkopf hat zwei obenliegende Nockenwellen und zwei Ausgleichswellen. Jeder Zylinder des Zweizylindermotors hat drei Einlass- und zwei Auslassventile. Die Motorschmierung läuft über einen Trockensumpf. Die Gemischaufbereitung erfolgt durch einen Doppelfallstromvergaser. Die XTZ war bei Markteinführung die leistungsstärkste Reiseenduro in Serienproduktion.

## Fahrwerk
Motor und Getriebe  hängen in einem Doppelschleifen-Rohrrahmen. Die Teleskopgabel vorne hat einen Federweg von 235 mm. Die Hinterradfederung erfolgt durch ein Zentralfederbein mit 215 mm Federweg. Die Bremsanlage besteht vorn aus eine Zweischeibenbremse, hinten Einscheibenbremse.

## Besonderheiten
Für die Schweiz und Österreich gab es Drosselsätze zur Reduzierung der Leistung auf 50 PS (Typ 3WM) und für den begrenzten Führerschein in Deutschland gibt es ebenfalls verschiedene Drosselungsmöglichkeiten. Außerdem erhielten die Versionen für die Schweiz und Österreich eine andere Vergaserbedüsung, um den Motor für Passüberquerung tauglich zu machen. Das Gemisch war weniger fett, wodurch auch der Verbrauch deutlich sank.

## Modellgeschichte
Im Jahr 1990 wurde die XTZ 750 überarbeitet. Die Soziusfußrasten wurden verändert, der Batterieladeregler wurde durch ein Bauteil mit größeren Kühlrippen ersetzt und die Konstruktion des Fußbremshebels wurde verändert.
Als die XTZ 750 Super Ténéré 1996 aus dem Programm genommen wurde, hatte Honda die XRV 750 Africa Twin stetig weiterentwickelt und modifiziert. Die XTZ hingegen blieb nahezu unverändert, sodass sie nicht mehr auf dem damaligen Stand der Technik war.

## Kritik
„Ganz anders bei der Yamaha. Deren breit ausgewölbter Tank zwingt die Fahrerknie voll in den Fahrtwind – und gegebenenfalls in den Regen. Selbst der Lenker baut mit 820 Millimetern überdurchschnittlich breit. Ein zusätzliches Minus kassiert die Super Ténéré für die viel zu weiche Gummilagerung des Lenkers. Zielgenaues Lenken mit der Super Ténéré wird dadurch sehr erschwert.“